# 哈里斯M96狙擊步槍
哈里斯M96（英語：Harris Gun Works M96）是一款由美国亞利桑那州鳳凰城的槍械公司哈里斯槍廠（英語：Harris Gunworks）所研製及生產的半自動狙擊步槍（反器材步槍），發射12.7×99毫米（.50 BMG）北約口徑制式步枪子彈。目前被美國軍隊和马来西亚武裝部隊大量使用。

## 概述
哈里斯M96是由钢和陽極氧化铝所製成，並且對所有外露的金屬部件使用了黑色聚四氟乙烯塗層。可調節的氣動系統內部鍍上硬鉻以延長壽命。裝有一根沉重的自由浮動式槍管，並且在槍口裝上了符合比賽等級的制式大型制退器。其槍機是以AK-47的雙大形閉鎖鎖耳槍機為藍本，並且經過相當的修改使其適用於大威力的反器材步槍上。裝在機匣頂部的是一個標準韋弗式導軌座，用於安裝日間／夜間光学狙擊鏡或夜視鏡。導軌座上並整合了最基本的機械瞄具。這款步槍是專為軍事用途，並且已經完成各種惡劣的天氣條件的測試。

## 外部連結
- （英文）—Harris Gunworks Inc
- （简体中文）—D Boy Gun World（枪炮世界）—哈里斯M-96大口径狙击步枪（页面存档备份，存于）